# مقاطعة غراند (كولورادو)
مقاطعة غراند (بالإنجليزية: Grand County)‏ هي إحدى مقاطعات ولاية كولورادو في الولايات المتحدة الأمريكية.